# Dallmann Seamount
Der Dallmann Seamount ist ein unterseeischer Berg im Südlichen Ozean. Er liegt 500 Kilometer nördlich der Eights-Küste des antarktischen Kontinents und 300 Kilometer nordwestlich der Peter-I.-Insel. Seine geringste Tiefe liegt bei 2100 Metern unter dem Meeresspiegel.
Der Berg wurde nach dem deutschen Entdecker und Polarforscher Eduard Dallmann (1830–1896) benannt. Dallmann erkundete das Gebiet westlich des Grahamlands bis zu 66° südlicher Breite. Der Name wurde von Rick Hagen vom Alfred-Wegener-Institut vorgeschlagen und im Juni 1997 vom Advisory Committee on Undersea Features angenommen.